# 石原百恵
石原 百恵（いしはら ももえ、Momoe Ishihara、1994年1月17日 - ）は、日本の女性モデル・タレント。キャスティングドットジェイピー（casting.jp）所属。
2013年のSUPER GTイメージガールユニット『IA GIRL STARS』メンバーの一人。

## 来歴・人物
3人兄妹の末っ子（兄が2人いる）。
2012年のSUPER GT鈴鹿サーキット戦より『IA × LEXUS TEAM SARD』レースクイーンとして参加。翌2013年4月、3年ぶりに復活したSUPER GTイメージガールに長田麻衣奈と共に選ばれ、ユニット『IA GIRL STARS』として活動する。
この他にも2012年9月からは、ラオックス「アソビットシティ」のイメージガールユニット『AsoBit☆Girls』（アソビットガールズ）の一員としても活動していたが、わずか半年で脱退している。

## 出演

### イメージガール
- SUPER GTイメージガールIA GIRL STARSメンバー(2013年 - )

### 雑誌
- Men's SPIDER(リイド社)
- EDGE STYLE(双葉社)

### Web
- ファッションサイトluv courrierレギュラーモデル(イー・ビー・エス) [5]

### ラジオ
- ズドドドDON！(レインボータウンエフエム放送) [6]

### CM
- エッセンシャル　ヘアパック編(花王、2012年8月)

### MUSIC VIDEO
- ヒ・ミ・ツ(paco)[7]